# Armoriale dei comuni delle Alte Alpi
Questa pagina contiene le armi (stemma e blasonatura) dei comuni delle Hautes-Alpes.
| Stemma | Nome del comune e blasonatura |
| ------ | --- |
|        | Abriès (dal 2019 fa parte del comune di Abriès-Ristolas) D'or à une chèvre de sable soutenu d'une fleur de lis d'azur (D'oro, alla capra di nero, sostenuta da un giglio d'azzurro) |
|        | Agnières-en-Dévoluy D'azur aux six besants d'or, ordonnés 3, 2 et 1, au chef du même chargé d'un agneau de sable (d'azzurro, a sei bisanti d'oro, ordinati 3, 2 e 1; al capo dello stesso, caricato di un agnello di nero) |
|        | Aiguilles D'argent a un pal de sable accosté de deux quintefeuilles d'azur (d'argento, al palo di nero, accostato da due cinquefoglie d'azzurro) |
|        | Ancelle Parti d'argent et de sable au un lion brochant de l'un en l'autre, armé et lampassé de gueules (partito d'argento e di nero, al leone attraversante dell'uno all'altro, armato e lampassato di rosso) |
|        | Antonaves De gueules au mouton passant, accompagné en chef à dextre d'une étoile et à senestre d'un croissant versé, le tout d'or (di rosso, alla pecora passante, accompagnata in capo a destra da una stella e a sinistra da un crescente, il tutto d'oro) |
|        | L'Argentière-la-Bessée d'azur à la truite d'argent, lorée et mitraillée de gueules, posée en barre, au chef bastillé aussi d'argent (d'azzurro, alla trota d'argento, alettata e codata di rosso, posta in sbarra; al capo merlato pure d'argento) |
|        | Arvieux Fascé ondé d'azur et d'argent au dauphin pâmé d'or, barbé, crêté, oreillé et peautré de gueules, brochant sur le tout (fasciato ondato d'azzurro e d'argento, al delfino boccheggiante d'oro, barbato, crestato, orecchiuto e alettato di rosso, attraversante sul tutto) |
|        | Aspres-lès-Corps D'or à une aigle de sable, languée et armée de gueules, membrée au naturel, au chef d'azur chargé de trois étoiles de six raies d'argent (d'oro, all'aquila di nero, armata e lampassata di rosso, membrata al naturale; al capo d'azzurro, caricato di tre stelle di sei raggi d'argento) |
|        | Aspres-sur-Buëch Ecartelé: au premier et au quatrième d'or au sautoir de gueules, au deuxième et au troisième de gueules aux quatre coquilles d'or ordonnées en losange. (inquartato: nel 1° e 4° d'oro, al decusse di rosso; nel 2° e 3° di rosso, a quattro conchiglie d'oro, ordinate a losanga) |
|        | Baratier D'argent au lévrier rampant de sable colleté et bouclé de gueules (d'argento, al levriere di nero, collarinato e anellato di rosso) |
|        | Barcillonnette de gueules aux trois roses d'argent (di rosso, a tre rose d'argento) |
|        | La Bâtie-Neuve D'azur à un château à deux tourelles et clocheton d'or, sommé d'un pennon de gueules (d'azzurro, al castello con due torrette e un campanile d'oro, cimato da un pennone di rosso) |
|        | Bénévent-et-Charbillac D'azur à la colombe d'argent, allumée de gueules (d'azzurro, alla colomba d'argento, illuminata di rosso) |
|        | Le Bersac D'or à une bande d'azur chargée de trois demi vols d'argent (d'oro, alla banda d'azzurro, caricata di tre semivoli d'argento) |
|        | Briançon D'azur à une porte de ville crénelée d'argent surmontée de trois tourelles du même, le tout maçonné et ajouré de sable et ouvert du champ (d'azzurro, alla porta di città merlata d'argento, sormontata da tre torrette dello stesso, il tutto murato e finestrato di nero e aperto del campo) |
|        | Briançon D'azur, à deux pals échiquetés d'or et de gueules de trois pièces (d'azzurro, a due pali scaccati d'oro e di rosso di tre pezzi) |
|        | Ceillac D'argent, au chevron de gueules, accompagné de trois têtes d'aigles arrachées (?) de sable, lampassées de gueules, et allumées de de sinople (d'argento, allo scaglione di rosso, accompagnato da tre teste d'aquila recise di nero, lampassate di rosso e illuminate di verde) |
|        | Chabestan D'azur au lion d'or et lampassé de gueules surmonté en chef de six étoiles d'or rangées (d'azzurro, al leone d'oro, lampassato di rosso, sormontato da sei stelle d'oro ordinate in fascia nel capo) |
|        | Chabottes De gueules à fasce d'or chargé de l'inscription COMMUNE DE CHABOTTES (di rosso, alla fascia d'oro caricata dalla iscrizione COMMUNE DE CHABOTTES) |
|        | La Chapelle-en-Valgaudémar D'azur au lion d'or, armé, lampassé et allumé de gueules, aux trois cotices en barre cousues aussi de gueules brochant sur le tout (d'azzurro, al leone d'oro, armato, lampassato e illuminato di rosso, a tre cotisse in sbarra pure di rosso, attraversanti sul tutto) |
|        | Château-Ville-Vieille D'azur à la bande componée d'or et de gueules (d'azzurro, alla banda composta d'oro e di rosso) |
|        | Châteauroux-les-Alpes D'or au château de trois tours de gueules, ouvert du champ, ajouré et maçonné de sable, au chef cousu d'azur à la croix d'argent (d'oro, al castello di tre torri di rosso, aperto del campo, finestrato e murato di nero, al capo cucito d'azzurro alla croce d'argento) |
|        | Châteauvieux D'azur à la tour donjonnée d'argent, ouverte et ajourée de sable, sommée d'un pennon de gueules chargé d'une croix d'or (d'azzurro, alla torre torricellata d'argento, aperta e finestrata di nero, cimata da una banderuola di rosso caricata da una croce d'oro) |
|        | Chauffayer D'argent à l'aigle d'azur, couronnée d'or, becquée et membrée de gueules (d'argento, all'aquila d'azzurro, coronata d'oro, rostrata e membrata di rosso) |
|        | Chorges D'azur au chevron bretessé d'or à la croix d'argent issant de la pointe, au chef d'or chargé de 3 coeurs de gueules (d'azzurro, allo scaglione doppiomerlato d'oro, alla croce d'argento uscente dalla punta, al capo d'oro caricato di tre cuori di rosso) |
|        | Crévoux Taillé : au premier d'azur à la croix d'argent cantonnée d'une crosse d'or posée en barre en pointe à dextre, au second de sinople à la tour crénelée de quatre pièces d'or, ouverte du champ, ajourée de quatre fenêtres de sable rangées en fasce (tagliato: nel 1º d'azzurro, alla croce d'argento accompagnata in punta a destra da un pastorale d'oro posto in sbarra; nel 2º di verde, alla torre merlata di quattro pezzi d'oro, aperta del campo, finestrata da quattro finestre di nero ordinate in fascia) |
|        | Crots D'or au dauphin d'azur, crêté, barbé, loré, peautré et oreillé de gueules qui est du Dauphiné, accosté des lettres S et L capitales de sable (d'oro, al delfino d'azzurro, crestato, barbato, alettato, codato e orecchiuto di rosso (che è del Delfinato), accostato dalle lettere S e L maiuscole di nero) |
|        | Embrun d'argent, à l'écusson d'azur à la croix d'argent (d'argento, allo scudetto d'azzurro alla croce d'argento) |
|        | L'Épine D'azur aux trois têtes de lion arrachées d'or, lampassées de gueules et couronnées d'or (d'azzurro, a tre teste di leone strappate d'oro, lampassate di rosso e coronate del secondo) |
|        | Esparron De sinople aux deux rochers d'argent mouvant, l'un du flanc dextre et l'autre du flanc senestre de l'écu, du premier sortant une rivière coulant en bande. (di verde, a due rocce d'argento, moventi l'una dal fianco destro e l'altra dal fianco sinistro, con un fiume dello stesso uscente dalla prima e scorrente in banda) |
|        | Espinasses Écartelé: au 1 et 4 de gueules au lion couronné d'or, au 2 et 3 d'azur au chevron d'or au chef du même chargé de trois triangles renversés du même (inquartato: nel 1º e 4º di rosso, al leone coronato d'oro; nel 2º e 3º d'azzurro, allo scaglione d'oro, al capo dello stesso caricato da tre triangoli rovesciati dello stesso) |
|        | Eygliers De sinople à Saint Guillaume d'argent, nimbé d'or, ceinturé de sable, tenant un baton du même de la senestre, accosté de deux montons aussi d'argent (di verde, a San Guglielmo d'argento, nimbato d'oro, cinturato di nero, tenente un bastone dello stesso a sinistra, accostato da due montoni pure d'argento) |
|        | Eyguians D'argent au deux lions affrontés de gueules, tenant une serre de sable (d'argento, a due leoni affrontati di rosso, tenenti una zampa d'aquila di nero) |
|        | La Fare-en-Champsaur De gueules au deux pals d'argent, au lion de l'un en l'autre brochant (di rosso, a due pali d'argento, al leone attraversante dall'uno all'altro) |
|        | Forest-Saint-Julien De gueules au renard ravissant d'or (di rosso, alla volpe rampante d'oro) |
|        | Fouillouse D'azur à la croix d'argent cantonné au premier d'un lion contourné d'or, armé, lampassé et éclairé de gueules; au deuxième d'une grappe de raisin d'argent, feuillée d'or; au troisième de deux clés d'argent passées en sautoir et liées d'or; au quatrième d'un lion d'or, armé, lampassé et éclairé de gueules; brochant sur la croix, deux mains dextres de gueules, l'une paumée à sénestre, l'autre contre-paumée à dextre, les doigts pointés les uns vers les autres, le tout disposé en fasce (d'azzurro, alla croce d'argento, accantonata nel 1° da un leone rivoltato d'oro, armato, lampassato e illuminato di rosso; nel 2° da un grappolo d'uva d'argento, fogliato d'oro; nel 3° da due chiavi d'argento passate in decusse e legate d'oro; nel 4° da un leone d'oro, armato, lampassato e illuminato di rosso; attraversanti sulla croce, due mani destre di rosso, una appalmata a sinistra, l'altra contrappalmata a destra, con le dita dirette le une verso le altre, il tutto disposto in fascia) |
|        | Furmeyer D'azur au cyprès arraché d'or, sommé d'une tourterelle d'argent (d'azzurro, al cipresso sradicato d'oro, cimato da una tortora d'argento) |
|        | Gap D'azur, à un château d'or crénelé, sommé de quatre tours du même, couvertes en pointe. (d'azzurro, al castello d'oro merlato, cimato da quattro torri dello stesso, coperte in punta) |
|        | Le Glaizil D'or au créquier de gueules (d'oro, al vepre di rosso) |
|        | La Grave d'azur aux trois fleurs de lys d'or surmontées d'un lambel d'argent, au filet en bande de sable brochant sur le tout (d'azzurro, a tre gigli d'oro sormontati da un lambello d'argento, al filetto in banda di nero attraversante sul tutto) |
|        | Guillestre d'or à l'aigle bicéphale de sable, armée, membrée et becquée de gueules, brochant sur le tout d'azur à la croix d'argent (d'oro, all'aquila bicefala di nero, armata, membrata e rostrata di rosso, allo scudetto in cuore d'azzurro alla croce d'argento attraversante sul tutto) |
|        | Jarjayes Ecartelé, au premier et au quatrième d'azur au serpent arrondi d'argent mordant sa queue; au deuxième et au troisième, d'azur au trois têtes de lion ordonnées 2 et 1, arrachées, lampassées et couronnée d'or (inquartato: nel 1° e 4° d'azzurro, all'uroburo d'argento; nel 2° e 3° d'azzurro, a tre teste di leone strappate, coronate d'oro) |
|        | Laragne-Montéglin d'or au lion de sable, armé, lampassé et couronné de gueules, au chef d'azur chargé de trois croissants d'argent (d'oro, al leone di nero. armato, lampassato e coronato di rosso, al capo d'azzurro caricato da tre crescenti d'argento) |
|        | Lardier-et-Valença D'azur au lion d'argent, armé, lampassé et allumé de gueules, à la bordure du même (d'azzurro, al leone d'argento, armato, lampassato e illuminato di rosso, alla bordura dello stesso) |
|        | Lazer Ecartelé: au premier et au quatrième d'argent aux trois roses de gueules en fasce; au deuxième et au troisième d'or au dauphin d'azur crêté, barbé, loré, peautré et oreillé de gueules (inquartato: nel 1° e 4° d'argento, a tre rose di rosso ordinate in fascia; nel 2° e 3° d'oro, al delfino d'azzurro, crestato, barbato, alettato, codato e orecchiuto di rosso) |
|        | Manteyer Coupé émanché d'argent et d'azur de cinq pièces, les pointes d'azur pommetées, à la fasce du même en chef (troncato inchiavato d'argento e d'azzurro di cinque pezzi, con le punte d'azzurro pomettate, alla fascia dello stesso in capo) |
|        | Molines-en-Queyras D'azur au moulin à vent d'argent, les ailes d'or, surmonté d'un pavillon de gueules (d'azzurro, al mulino a vento d'argento, con le pale d'oro, sormontato da una banderuola di rosso) |
|        | Monêtier-Allemont D'or aux trois arbres terrassés de sinople rangés, au chef soudé d'argent chargé d'une étoile d'azur accostée de deux tourteaux de gueules (d'oro, a tre alberi terrazzati di verde ordinati in fascia, al capo d'argento caricato da una stella d'azzurro accostata da due torte di rosso) |
|        | Le Monêtier-les-Bains D'azur à la coquille d'argent accompagnée en chef, à dextre et à senestre de deux équerres affrontés d'or, et en pointe d'un huchet contourné d'or embouché, lié, virolé et enguiché de sable (d'azzurro, alla conchiglia d'argento accompagnata in capo a destra e a sinistra da due squadre affrontate d'oro, e in punta da un corno rivoltato d'oro imboccato, legato, guarnito di nero) |
|        | Montclus 'Losangé d'argent et de gueules, au chef d'or chargé d'un lion léopardé passant de sable (losangato d'argento e di rosso; al capo d'oro caricato di un leopardo di nero) |
|        | Mont-Dauphin parti, au 1 d'azur à trois fleurs de lys d'or, au 2 d'or au dauphin d'azur, crêté, barbé, loré, peautré et oreillé de gueules, qui est du Dauphiné (partito: nel 1° d'azzurro a tre gigli d'oro; nel 2° d'oro, al delfino d'azzurro, crestato, barbato, alettato, spasimato e orecchiuto di rosso, che è del Delfinato) |
|        | Montgardin De gueules au château d'argent maçonné de sable, ouvert et ajouré du champ, surmonté d'une rose aussi d'argent, mantelé d'or chargé deux dauphins affrontés d'azur crêtés, barbés, lorés, peautrés et oreillés de gueules (d'oro, a due delfini affrontati d'azzurro, crestati, barbati, alettati, spasimati e orecchiuti di rosso; alla punta di rosso caricata da un castello d'argento murato di nero, aperto e finestrato del campo, sormontato da una rosa pure d'argento) |
|        | Montjay D'hermine au chef d'azur chargé d'un loup d'argent (d'armellino, al capo d'azzurro caricato da un lupo d'argento) |
|        | Montgenèvre Parti: au premier d'or au dauphin d'azur crêté, barbé, loré, peautré et oreillé de gueules, au second de gueules à la croix haussée d'argent; au pal bretessé de sable brochant sur la partition (partito: nel 1° d'oro, al delfino d'azzurro, crestato, barbato, alettato, spasimato e orecchiuto di rosso; nel 2° di rosso, alla croce alzata d'argento; al palo merlato di nero attraversante sulla partizione) |
|        | Montmaur De gueules à deux châteaux crénelés de quatre pièces surmontées de trois tourelles couvertes, celles du centre plus hautes, le tout d'or et ajouré de sable, au chef d'or losangé de quatre pièce de gueules (di rosso, a due castelli merlati di quattro pezzi sormontati da tre torrette coperte, quelle centrali più alte, il tutto d'oro, aperto e finestrato di nero, al capo d'oro losangato di quattro pezzi del campo) |
|        | Montrond De gueules au serpent ondoyant et tortillé d'argent posé en pal et couronné d'or de cinq rais (di rosso, al serpente ondeggiante e attortigliato d'argento posto in palo e coronato d'oro di cinque raggi) |
|        | La Motte-en-Champsaur De gueules au chardon d'or accompagné de trois croissants du même 2 en chef, et 1 en pointe (di rosso, al cardo d'oro accompagnato da tre crescenti dello stesso, 2 in capo e 1 in punta) |
|        | Neffes De gueules à deux clefs d'or passées en sautoir les pannetons en haut, accompagnées en chef d'une fleur de lys du même (di rosso, a due chiavi d'oro passate in decusse, con i congegni in alto, accompagnate in capo da un giglio dello stesso) |
|        | Névache D'azur à deux clefs d'argent passée en sautoir, les pannetons en forme de lettre N, les anneaux liés d'or, surmontées d'une couronne du même (…) |
|        | Le Noyer D'argent au noyer de sinople ; au chef d'azur chargé de trois roses d'argent (d'argento, allo noce di verde; al capo d'azzurro, caricato di tre rose d'argento) |
|        | Orcières D'argent au chef de gueules, à l'ours entier de sable tenant de ses pattes de devant une couronne d'or brochant sur le tout (d'argento, al capo di rosso, all'orso ritto di nero, tenente con le zampe anteriori una corona d'oro, attraversante sul tutto) |
|        | Orpierre Ecartelé: au 1er et au 4e, d'azur à la croix d'argent cantonnée de vingt billettes d'or, posées 2, 1, 2; au 2e et au 3e, d'or à deux fasces de gueules (inquartato: nel 1° e 4° d'azzurro, alla croce d'argento accantonata da venti plinti d'oro, posti 2, 1, 2; nel 2° e 3° d'oro, a due fasce di rosso) |
|        | Les Orres d'or, à la fasce de gueules, accompagnée de trois hures de sable, défendues d'argent et allumées de gueules, à la bordure componée d'or et de sable (d'oro, alla fascia di rosso, accompagnata da tre teste recise di cinghiale di nero, difese d'argento e illuminate di rosso, alla bordura composta d'oro e di nero) |
|        | Pelleautier 'D'azur au huchet contourné d'or,lié, virolé et enguiché d'argent, accompagné de trois étoiles d'or, deux en chef, une en pointe (d'azzurro, al corno rivoltato d'oro, legato e guarnito d'argento, accompagnato da tre stelle d'oro, due in capo e una in punta) |
|        | Le Poët De gueules au senestrochère d'argent tenant une épée d'or (di rosso, al sinistrocherio d'argento tenente una spada d'oro) |
|        | Poligny De gueules aux trois chevrons d'argent, au chef d'or chargé d'un renard du champ (di rosso, a tre scaglioni d'argento; al capo d'oro caricato da una volpe del campo) |
|        | Prunières De gueules à la bande d'or accompagnée en chef d'un gland vêtu, tigé et feuillé du même, et en pointe d'un besant d'or; au chef cousu d'azur de trois étoiles d'or (di rosso, alla banda d'oro, accompagnata in capo da una ghianda incappucciata, fustata e fogliata dello stesso, e in punta da un bisante d'oro; al capo cucito d'azzurro a tre stelle d'oro) |
|        | Puy-Saint-André 'd'argent au sautoir de sinople, cantonné de quatre dauphins du même crêtés, barbés, lorés, peautrés et oreillés de gueules (d'argento, al decusse di verde accantonato da quattro delfini dello stesso crestati, barbati, alettati, codati e orecchiuti di rosso) |
|        | Puy-Sanières 'D'argent au lion de gueules, au chef d'azur chargé de trois rencontres de vache d'or (d'argento, al leone di rosso, al capo d'azzurro caricato di tre rincontri di vacca d'oro) |
|        | Rambaud De sinople à un Saint Marcel de carnation, vêtu d'argent, bénissant de la dextre, tenant de la sénètre une crosse d'or et portant une mitre du même (di verde, al San Marcello di carnagione, vestito d'argento, benedicente con la destra, tenente con la sinistra un pastorale d'oro e portante una mitra dello stesso) |
|        | Remollon Coupé, au 1er d'azur à deux chevrons d'or, accompagnés de trois besants d'argent, deux en chef et un en pointe ; et au 2ème d'or à un arbre de sinople, issant de la pointe (troncato: nel 1º d'azzurro, a due scaglioni d'oro, accompagnati da tre bisanti d'argento, due in capo e uno in punta; nel 2º d'oro, all'albero di verde uscente dalla punta) |
|        | Réotier d'argent au lion de sable armé et lampassé de gueules, au chef de sinople chargé de deux huchets d'or liés de gueules (d'argento, al leone di nero, armato e lampassato di rosso; al capo di verde, caricato di due corni da caccia d'oro, legati di rosso) |
|        | Ribiers De contre-hermine au chef d'or, à la pointe de gueules brochent sur le tout (di contrarmellino, al capo d'oro; alla pila rovesciata di rosso attraversante sul tutto) |
|        | Ristolas D'or à un ours arrété de sable, accolé de gueules (d'oro, all'orso fermo di nero collarinato di rosso) |
|        | La Roche-de-Rame d'argent au lion de sable, armé, lampassé et allumé de gueules (d'argento, al leone di nero lampassato, illuminato e armato di rosso) |
|        | La Roche-des-Arnauds osangé d'argent et de gueules, au chef d'or. (losangato d'argento e di rosso, al capo d'oro) |
|        | Saint-André-d'Embrun D'azur au sautoir d'or cantonné de quatre aigles d'argent (d'azzurro, alla croce di Sant'Andrea d'oro, accantonata da quattro aquile d'argento) |
|        | Saint-Apollinaire d'or, à la bordure componée d'or et de sable (d'oro, alla bordura composta d'oro e di nero) |
|        | Saint-Bonnet-en-Champsaur xxx (di rosso, al leone d'oro; al capo d'azzurro, caricato da tre rose d'argento) |
|        | Saint-Chaffrey D'azur aux trois bandes cousues de gueules, au léopard lionné d'argent brochant sur le tout (d'azzurro, a tre sbarre cucite di rosso, al leopardo illeonito d'argento attraversante sul tutto) |
|        | Saint-Clément-sur-Durance D'azur à la pointe de sinople,chargé d'une tour d'argent (d'azzurro, alla torre d'argento sostenuta da una campagna di verde) |
|        | Saint-Crépin (Alte Alpi) de sinople, au lion d'argent armé et lampassé de gueules (di verde, al leone d'argento armato e lampassato di rosso) |
|        | Saint-Disdier D'azur à la bande d'argent chargée de trois croisttes de sable (d'azzurro, alla banda d'argento caricata di tre crocette di nero) |
|        | Saint-Étienne-en-Dévoluy D'azur aux deux palmes d'or en sautoir, à la pierre d'argent brochant sur le tout, à la champagne denchée du même (d'azzurro, a due palme d'oro in decusse, alla pietra d'argento attraversante sul tutto; alla campagna dentata dello stesso) |
|        | Saint-Étienne-le-Laus De gueules aux trois chevrons d'argent, au chef cousu d'azur chargé d'une croix aussi d'argent (di rosso, a tre scaglioni d'argento, al capo cucito d'azzurro, caricato da una croce pure d'argento) |
|        | Saint-Firmin D'azur au lion d'or, armé et lampassé de gueules, à la bande brochant d'argent chargée de trois roses aussi de gueules (d'azzurro, al leone d'oro, armato e lampassato di rosso, alla banda attraversante d'argento, caricata da tre rose pure di rosso) |
|        | Saint-Jean-Saint-Nicolas Tranché: au premier de gueules à la fleur de lys d'or, au second d'azur à la rose d'argent; à la cotice d'or brochant sur la partition; sur le tout d'or à la tour couverte de sable ouverte et ajourée du champ (trinciato: nel 1° di rosso, al giglio d'oro; nel 2° d'azzurro, alla rosa d'argento; alla cotissa d'oro attraversante sulla partizione; sul tutto d'oro, alla torre coperta di nero aperta e finestrata del campo) |
|        | Saint-Laurent-du-Cros De gueules à l'épée d'or, la pointe en bas posée en bande, accostée de deux dauphins d'or crêtés, barbés, lorés, peautrés et oreillés de sable (di rosso, alla spada d'oro, con la punta in basso, posta in banda, accostata da due delfini d'oro, crestati, barbati, alettati, codati e orecchiuti di nero) |
|        | Saint-Léger-les-Mélèzes D'azur à l'étoile de neige d'argent, au chef de sable chargé de deux mélèzes d'argent et de deux ombres de soleil d'or alternés (d'azzurro, alla stella di neve d'argento, al capo di nero caricato da due larici d'argento alternati a due ombre di sole d'oro) |
|        | Saint-Martin-de-Queyrières D'or au pont de quatre arches de gueules, maçonné de sable, au chef d'azur denché de cinq pièces (d'oro, al ponte di quattro archi di rosso, murato di nero, al capo d'azzurro dentato di cinque pezzi) |
|        | Saint-Pierre-Avez D'acier à la croix de Malte de gueules, au chef de sable herminé d'argent (d'acciaio, alla croce di Malta di rosso, al capo di contrarmellino) |
|        | Saint-Sauveur D'azur à l'église d'argent accompagnée en chef de deux étoiles d'or (d'azzurro, alla chiesa d'argento, accompagnata in capo da due stelle d'oro) |
|        | Saint-Véran De sinople à l'aigle cousue de sable, lampassé et membré de gueules (di verde all'aquila di nero, membrata e lampassata di rosso) |
|        | Saléon De gueules à la fasce echiquetée de sinople et d'argent, de deux traits, accompagnée en chef d'un croissant d'or (di rosso, alla fascia scaccata di verde e d'argento, di due tiri, accompagnata in capo da un crescente d'oro) |
|        | Salérans D'azur au sautoir d'argent cantonné de quatre mouchetures d'hermine de sable. (d'azzurro, alla croce di Sant'Andrea d'argento accantonata da quattro moscature d'armellino) |
|        | La Salle les Alpes Parti: au premier d'azur au lion d'or, au second de sable à la panthère d'argent rampant et la tête de front (partito: nel 1° d'azzurro, al leone d'oro rivoltato; nel 2° di nero, alla pantera d'argento rampante e con la testa in riscontro) |
|        | La Saulce d'argent à trois pals de gueules, au chef de sinople chargé d'une étoile d'or (d'argento, a tre pali di rosso, al capo di verde caricato da una stella d'oro) |
|        | Savines-le-Lac de sinople, au cor d'or, lié, virolé et enguiché de gueules (di verde, al corno d'oro, legato, guarnito e imboccato di rosso) |
|        | Serres D'hermine au chef d'or chargé de quatre pals de gueules (d'armellino al capo d'oro caricato di quattro pali di rosso) |
|        | Sigoyer D'azur au sautoir d'argent cantonné de quatre fleurs de lys d'or, brochant en abîme un écusson de gueules au senestrochère contourné d'argent tenant une épée d'or (d'azzurro, al decusse d'argento, accantonato da quattro gigli d'oro; sul tutto uno scudetto di rosso al sinistrocherio rivoltato d'argento tenente una spada d'oro) |
|        | Tallard D'argent à la bande componnée de sinople et d'argent de cinq pièces (d'argento, alla banda composta di verde e d'argento di cinque pezzi) |
|        | Théus parti: au premier d'azur à la fasce d'argent, accompagnée en chef d'un croissant du même et en pointe de trois losanges cousus de geules, au second de geules au serpent ondoyant et tortillé d'argent, posé en pal et couronné d'or (partito: nel 1° d'azzurro, alla fascia d'argento, accompagnata in capo da un crescente dello stesso e in punta da tre losanghe cucite di rosso; nel 2° di rosso, al serpente ondeggiante e attortigliato d'argento, posto in palo e coronato d'oro) |
|        | Upaix Ecartelé: au premier et au quatrième de gueules au senestrochère contourné d'argent tenant une épée d'or; au deuxième et au troisième d'or au loup ravissant d'azur (inquartato: nel 1° e 4° di rosso, al sinistrocherio rivoltato d'argento tenente una spada d'oro; nel 2° e 3° d'oro, al lupo rapace d'azzurro) |
|        | Val-des-Prés De sinople à la fasce abaissée d'or surmontée d'une vache d'argent (di verde, alla fascia abbassata d'oro, sormontata da una vacca d'argento) |
|        | Vallouise D'azur aux deux croisettes recroisetées d'or rangées en fasce, surmontées d'une étoile du même (d'azzurro, a due crocette ricrocettate d'oro ordinate in fascia, sormontate da una stella dello stesso) |
|        | Valserres D'azur à une grappe de raisin tigée et feuillée au naturel, à l'inscription en chef VALSERRES en lettres capitales d'or (d'azzurro, al grappolo d'uva fustato e fogliato al naturale, all'iscrizione VALSELLES in lettere maiuscole d'oro posta nel capo) |
|        | Vars d'argent à trois aigles éployées de sable, armées, membrées et becquées de gueules posées 2,1 (d'argento, a tre aquile di nero, armate, membrate e rostrate di rosso) |
|        | Ventavon D'azur au lion d'or (d'azzurro, al leone d'oro) |
|        | Veynes de geules à la tour d'argent ajourée, maçonnée et crénelée de cinq pièces de sable, senestrée d'un avant mur aussi d'argent, ouvert, ajouré, maçonné et crénelé de quatre pièces de sables, le tout sur une terrasse de sinople (di rosso, alla torre d'argento finestrata, murata e merlata di cinque pezzi di nero, sinistrata da un avanti-muro pure d'argento, aperto, finestrato, murato e merlato di quattro pezzi di nero, il tutto su una terrazza di verde) |
|        | Villar-d'Arêne D'azur au mont de deux coupeaux d'argent, au pal de gueules brochant chargé en pointe d'un chamois issant cousu de sable. (d'azzurro, al monte di due vette d'argento, al palo di rosso attraversante caricato in punta da un camoscio uscente di nero) |
|        | Vitrolles D'azur au lion d'or armé et lampassé de gueules (d'azzurro, al leone d'oro armato e lampassato di rosso) |